# Пештяна (Хунедоара)
Пештяна (рум. Peșteana) — село у повіті Хунедоара в Румунії. Входить до складу комуни Денсуш.
Село розташоване на відстані 285 км на північний захід від Бухареста, 37 км на південь від Деви, 149 км на південний захід від Клуж-Напоки, 125 км на схід від Тімішоари.

## Населення
За даними перепису населення 2002 року у селі проживали 436 осіб, усі — румуни. Усі жителі села рідною мовою назвали румунську.